# Monhystera minuta
Monhystera minuta är en rundmaskart som beskrevs av Nikolai Nikolaievich Filipjev 1929. Monhystera minuta ingår i släktet Monhystera och familjen Monhysteridae. Inga underarter finns listade i Catalogue of Life.